# Гегесистрат (военачальник)
Гегесистрат (др.-греч. Ἡγησίστρατος) — военачальник IV века до н. э., греческий командир гарнизона Милета на службе у персов.

## Биография
После победы македонян в битве при Гранике в 334 году до н. э. на сторону Александра перешли ряд городов и земель Малой Азии. Но подойдя к Милету, македонская армия столкнулась с ожесточённым сопротивлением, и город был взят в осаду.
Городской гарнизон возглавлял Гегесистрат, грек по происхождению, возможно, сам уроженец Милета. Ранее Гегесистрат направлял Александру письмо, в котором сообщал, что готов сдать город македонянам. По мнению Шифмана И. Ш., это намерение Гегесистрата и привело к тому, что Мемнон, ранее после Граника бежавший в Милет, но теперь не видевший возможности для успешной защиты, удалился в Галикарнасс. Однако затем, ободрённый известиями о приближении большого персидского флота, Гегесистрат решил оказать сопротивление.
Исторические источники не сообщают о дальнейшей роли Гегесистрата в обороне города, равно как об его судьбе. По всей видимости, Гегесистрат погиб во время осады Милета. По предположению Парка У. Г., Гегесистрат мог ещё быть жив, когда помимо его воли часть горожан и наёмников отправили своих послов к Александру с предложением принять нейтралитет Милета.